# Línea João Pessoa–Cabedelo de la Superintendencia de Trenes Urbanos de João Pessoa
La Línea João Pessoa ↔ Cabedelo es una de las líneas de la STU/João Pessoa.
Posee 17 kilómetros de extensión y un total de 7 estaciones.

## Estaciones
| Sigla | Estación          | Servicios |
| ----- | ----------------- | --------- |
| ---   | João Pessoa       |           |
| ---   | Mandacaru         |           |
| ---   | Renascer          |           |
| ---   | Jacaré            |           |
| ---   | Poço              |           |
| ---   | Jardím Manguinhos |           |
| ---   | Cabedelo          |           |